# Бекеоань
Бекеоань, Бекеоані (рум. Băcăoani) — село у повіті Васлуй в Румунії. Входить до складу комуни Мунтеній-де-Жос.
Село розташоване на відстані 271 км на північний схід від Бухареста, 7 км на південний схід від Васлуя, 65 км на південь від Ясс, 129 км на північ від Галаца.

## Населення
За даними перепису населення 2002 року у селі проживали 688 осіб, усі — румуни. Усі жителі села рідною мовою назвали румунську.